# Caterina Cavalieri
Katharina Magdalena Josepha Cavalier más conocida Caterina Cavalieri (Lichtental, 11 de marzo de 1755-Viena, 30 de junio de 1801), fue una soprano austriaca.
Fue alumna de Salieri y dedicó su corta carrera exclusivamente en los teatros vieneses: desde el Teatro de la Ópera Italiana, donde debutó a los quince años de edad, en el Teatro de la Ópera Alemana, donde cantó desde 1778 hasta 1793, en que se retiró de la escena como consecuencia de una precoz pérdida de la voz, debida probablemente a sus precarias condiciones físicas. En efecto, murió soltera en Viena con tan sólo 46 años de edad.
Fue muy admirada por Mozart (el que escribió para Catalina el papel de Constanza en Die Entführung aus dem Serail (El rapto del Serrallo) y añadió el aria < Mi tradi quell'alma ingrata > en la segunda edición del Don Giovanni y también para Salieri, el cual le dedicó dos cantatas y papeles solistas en algunos oratorios.